# マナハン・スタジアム
マナハン・スタジアム(インドネシア語: Stadion Manahan、英: Manahan Stadium)は、インドネシアの中部ジャワ州スラカルタにある多目的スタジアムである。

## 概要
1998年に建設された。収容人数は25,000人。主にサッカーの試合に用いられ、リーガ・インドネシアに所属するペルシス・ソロがホームスタジアムとして使用している。また、ペルシク・クディリがAFCチャンピオンズリーグ2007に参戦した際にこのスタジアムが使用されており、2007年5月9日に浦和レッドダイヤモンズがペルシク・クディリと対戦している。
2010年には、AFF U-16ユース選手権の会場として使用された。

## 交通アクセス
インドネシア鉄道のソロ・バラパン駅よりタクシーで約5分。